# Pommersfelden
Pommersfelden è un comune tedesco di 2 907 abitanti, situato nel land della Baviera.

## Storia
Dal XIV secolo, Pommersfelden, era una proprietà dei Truchseß von Nainsdorf und Pommersfelden. Dopo l'estinzione della famiglia, nel 1710, il possedimento passa a Franz Lothar von Schönborn, Principe elettore di Magonza e Principe vescovo di Bamberga. Con la formazione della Confederazione del Reno nel 1806, i Conti di Schönborn videro la loro supremazia passare alla Baviera. Fino al 1972, Pommersfelden fece parte del comune di Höchstadt an der Aisch.

## Monumenti e luoghi d'interesse

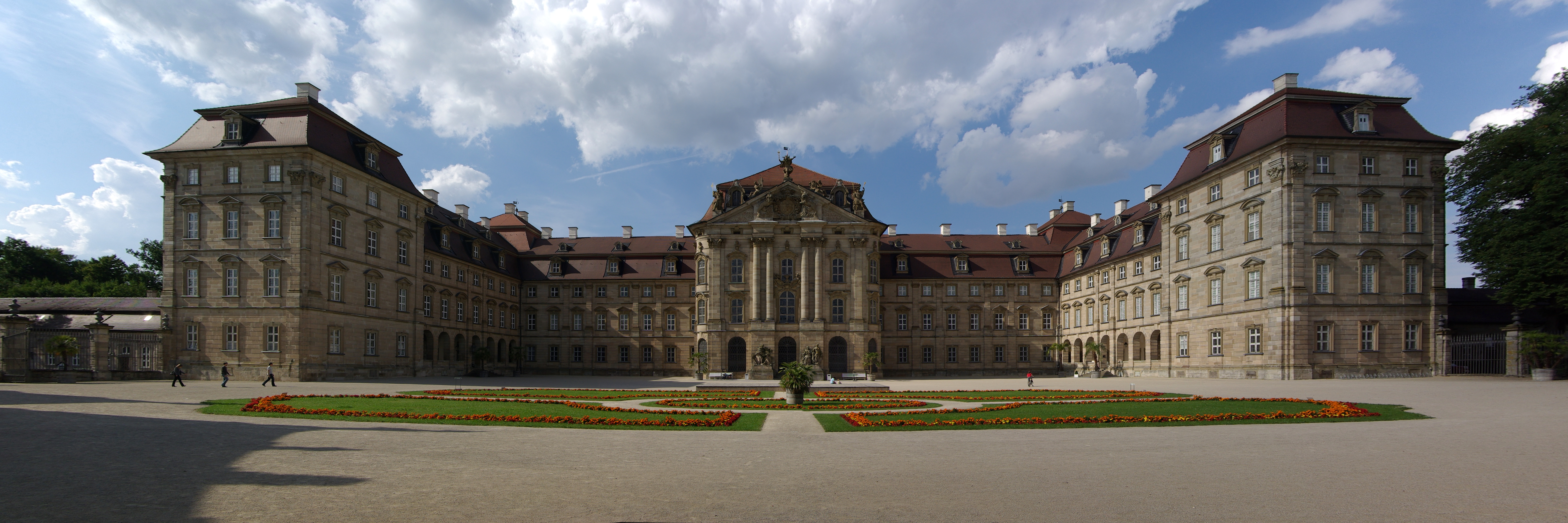
Castello di Weißenstein

- Il Castello di Weißenstein rappresenta il monumento più prestigioso del territorio e uno dei castelli più importanti dell'intera Germania. È un grandioso complesso barocco costruito tra il 1711 e il 1718 dai grandi architetti tedeschi Johann Dientzenhofer e Johann Lucas von Hildebrandt, come residenza estiva dei Principi-vescovi di Bamberga.